# August Friedrich von Seydewitz
August Friedrich von Seydewitz, ab 1731 Freiherr von Seydewitz, ab 1743 Graf von Seydewitz (* 18. Januar 1696 in Pülswerda; † 19. Mai 1775 in Regensburg), war ein deutscher Hof- und Justitienrat sowie Geheimer Referendar, zuletzt wirklicher kaiserlicher Reichshofrat in Wien und Konkommissar in Regensburg.

## Leben

### Herkunft

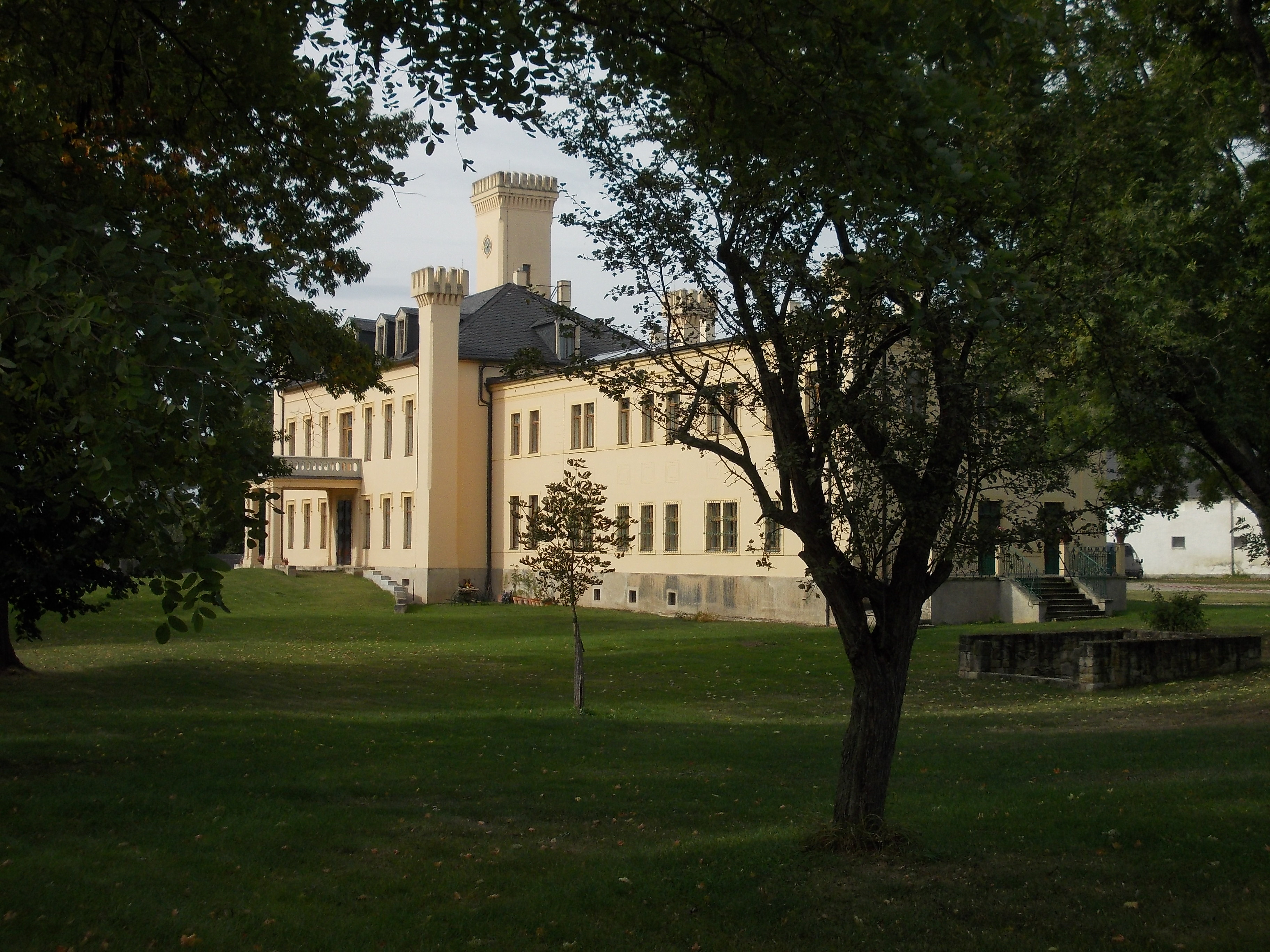
Schloss Pülswerda, Geburtshaus

August Friedrich Graf von Seydewitz entstammte dem alten sächsischen Adelsgeschlecht von Seydewitz und war der Sohn von Curt Friedrich von Seydewitz und dessen Ehefrau Charlotte Juliane geborene von Bünau. Seine Vorfahren hatten nach der Säkularisation das dem aufgelösten Benediktinerinnenkloster Heilig Kreuz in Meißen gehörige Gut Pülswerda im Jahre 1568 übertragen bekommen.
Für seine Verdienste am kaiserlichen Hof erhielt er 1731 den Reichsfreiherrenstand. Am 23. Februar 1743 wurde er in den Reichsgrafenstand erhoben. Da er unverheiratet verstarb, übertrug Kaiser Joseph II. am 10. Juli 1775 den Reichsgrafenstand auf dessen Neffen Curt Gottlob Graf von Seydewitz.
Mit seinem Bruder Curt Friedrich von Seydewitz schloss er einen Vergleich über die väterlichen Güter. Letzterer erhielt das Gut Pülswerda. Sein Bruder Caspar Adolph von Seydewitz hatte hingegen spätestens 1733 das Gut Kranichau durch Kauf neuerworben. Ein weiterer Bruder war Carl Gottlob von Seydewitz, der 1733 in Grimma und 1746 als Major in Freyburg lebte.
Als Konkommissar arbeitete er zuletzt am Reichstag. Er hielt sich meist in Wien, aber auch in Frankfurt am Main und in Regensburg auf.